# Takeoff (Rapper)

Takeoff (2017)

Takeoff (bürgerlich Kirsnick Khari Ball; * 18. Juni 1994 in Lawrenceville, Georgia; † 1. November 2022 in Houston, Texas) war ein US-amerikanischer Rapper, Sänger und Songwriter. Zusammen mit seinem Onkel Quavo und dessen Klassenkameraden Offset bildete er die Hip-Hop-Gruppe Migos.

## Biografie
Takeoff wuchs zusammen mit seinem Onkel Quavo und dessen Cousin Offset bei seiner Mutter auf.
Am 31. Oktober 2022 war Takeoff mit Quavo in Houston und lief mit ihm und ein paar Freunden durch die Stadt. Am Morgen des 1. Novembers kam Quavo nach einigen Runden des Glücksspiels vor einer Bowling Alley mit einem Mann in Streit, welcher zuvor ebenfalls die dortige private Party besuchte und daraufhin das Feuer auf Quavo eröffnete. Bei der Schießerei wurde Takeoff erschossen, wobei auch weitere Menschen verletzt wurden. Am 11. November wurde in der State Farm Arena in Atlanta, der Heimspielstätte der Basketballmannschaft der Atlanta Hawks, eine Gedenkveranstaltung vor der Beisetzung für den leidenschaftlichen Hawks-Fan abgehalten. Unter den Teilnehmern waren Offset, dessen Ehefrau Cardi B, Justin Bieber, Chloe Bailey und Kollege Drake.

## Karriere

### Migos (2008–2022)
Zusammen mit Quavo und Offset begann Takeoff im Jahr 2008 mit dem Rappen. Zu Beginn trat die Gruppe unter den Namen Polo Club auf, jedoch änderten sie diesen später zu dem heute bekannten Namen Migos. Die Gruppe veröffentlichte 2011 ihr erstes Projekt. Ihre Single Versace machte sie 2013 bekannt. Ihr Debütalbum erschien 2015. Es folgten weitere erfolgreiche Veröffentlichungen. In dieser Zeit hatte die Gruppe ihren größten Hype.

### Solokarriere (2017–2022)
Ab 2017 konnte sich Takeoff auch eine Solokarriere aufbauen. Sein im November 2018 erschienenes Debütalbum The Last Rocket konnte sich in mehreren Ländern in den Charts platzieren, so erreichte es unter anderem in den USA Platz 4, in Kanada Platz 8, im Vereinigten Königreich Platz 42 und in der Schweiz Platz 83. Nach 2018 startete er auch mit seiner Solo-Karriere und arbeitete unter anderem mit Pop Smoke, DJ Khaled und Quavo zusammen. Mit Quavo brachte er auch ein EP heraus, welches am 7. Oktober 2022 erschien.

## Diskografie

### Alben
| Jahr | Titel                         | Höchstplatzierung, Gesamtwochen, AuszeichnungChartplatzierungen (Jahr, Titel, Platzierungen, Wochen, Auszeichnungen, Anmerkungen) | Höchstplatzierung, Gesamtwochen, AuszeichnungChartplatzierungen (Jahr, Titel, Platzierungen, Wochen, Auszeichnungen, Anmerkungen) | Höchstplatzierung, Gesamtwochen, AuszeichnungChartplatzierungen (Jahr, Titel, Platzierungen, Wochen, Auszeichnungen, Anmerkungen) | Höchstplatzierung, Gesamtwochen, AuszeichnungChartplatzierungen (Jahr, Titel, Platzierungen, Wochen, Auszeichnungen, Anmerkungen) | Höchstplatzierung, Gesamtwochen, AuszeichnungChartplatzierungen (Jahr, Titel, Platzierungen, Wochen, Auszeichnungen, Anmerkungen) | Anmerkungen                                     |
| Jahr | Titel                         | DE | AT | CH | UK | US | Anmerkungen                                     |
| ---- | ----------------------------- | --- | --- | --- | --- | --- | ----------------------------------------------- |
| 2018 | The Last Rocket               | — | — | CH83 (1 Wo.)CH | UK42 (1 Wo.)UK | US4 (11 Wo.)US | Erstveröffentlichung: 2. November 2018          |
| 2022 | Only Built for Infinity Links | — | — | CH35 (2 Wo.)CH | — | US7 (24 Wo.)US | Erstveröffentlichung: 7. Oktober 2022 mit Quavo |

### Singles
| Jahr | Titel Album                                              | Höchstplatzierung, Gesamtwochen, AuszeichnungChartplatzierungen (Jahr, Titel, Album, Platzierungen, Wochen, Auszeichnungen, Anmerkungen) | Höchstplatzierung, Gesamtwochen, AuszeichnungChartplatzierungen (Jahr, Titel, Album, Platzierungen, Wochen, Auszeichnungen, Anmerkungen) | Höchstplatzierung, Gesamtwochen, AuszeichnungChartplatzierungen (Jahr, Titel, Album, Platzierungen, Wochen, Auszeichnungen, Anmerkungen) | Anmerkungen                                                              |
| Jahr | Titel Album                                              | CH | UK | US | Anmerkungen                                                              |
| --- | -------------------------------------------------------- | --- | --- | --- | ------------------------------------------------------------------------ |
| 2018 | Last Memory The Last Rocket                              | — | — | US54 Gold · (2 Wo.)US | Erstveröffentlichung: 26. Oktober 2018                                   |
| 2022 | Hotel Lobby (Unc and Phew) Only Built for Infinity Links | CH69 (3 Wo.)CH | UK— SilberUK | US55 Platin · (22 Wo.)US | Erstveröffentlichung: 20. Mai 2022 Quavo feat. Takeoff                   |
| Folgende Lieder erschienen nicht als Single, wurden aber durch das Album zum Download und Streaming bereitgestellt und konnten somit eine Platzierung erlangen: |                                                          | | | |                                                                          |
| |                                                          | | | |                                                                          |
| 2017 | Eye 2 Eye Huncho Jack, Jack Huncho                       | — | — | US65 (1 Wo.)US | Huncho Jack feat. Takeoff                                                |
| 2018 | Casper The Last Rocket                                   | — | — | US99 Gold · (1 Wo.)US |                                                                          |
| 2022 | To the Bone Only Built for Infinity Links                | — | — | US83 (1 Wo.)US | Charteinstieg: 22. Oktober 2022 mit Quavo & YoungBoy Never Broke Again   |
| 2022 | Feel the Fiyaaaah Heroes & Villains                      | — | — | US59 (1 Wo.)US | Charteinstieg: 17. Dezember 2022 Metro Boomin feat. ASAP Rocky & Takeoff |

Weitere Singles
- 2017: Intruder
- 2020: Too Blessed (mit Rich the Kid & Quavo)
- 2020: All Time High (mit YRN Lingo)